# Наджаф (мухафаза)
На́джаф (Эн-Наджаф, араб. النجف‎ an-Najaf) — мухафаза в центре Ирака. На юго-западе граничит с Саудовской Аравией, на северо-западе с мухафазой Кербела, на северо-востоке с мухафазой Бабиль и Кадисия, а на юго-востоке с мухафазой Мутанна. Преобладающая религия — ислам шиитского толка.
Административный центр — город Эн-Наджаф, другой крупный город — Эль-Куфа. Оба города являются святынями для шиитов.
До 1976 года была частью вилайята Дивания, которая включала также мухафазы Кадисия и Мутанна.

## Округа
- Эль-Куфа
- Аль-Манатера
- Эн-Наджаф

## Провинциальное правительство
- Губернатор: Асаад Абу Гилель эт-Таие (en:Asaad Abu Gilel al-Taie)
- Вице-губернатор: Абд эль-Хусейн Абтан (en:Abd al-Husayn Abtan)